# 웨이쥔항
웨이쥔항(중국어: 魏均珩, 병음: Wèi Jūnháng, 한자음: 위균형, 1994년 6월 6일~)은 중화민국의 양궁 선수이다. 올림픽에 2회 참가했고 2020년 하계 올림픽 양궁 남자 단체전에서 은메달을 획득했다.